# Nelson Antonio Tabajara de Oliveira

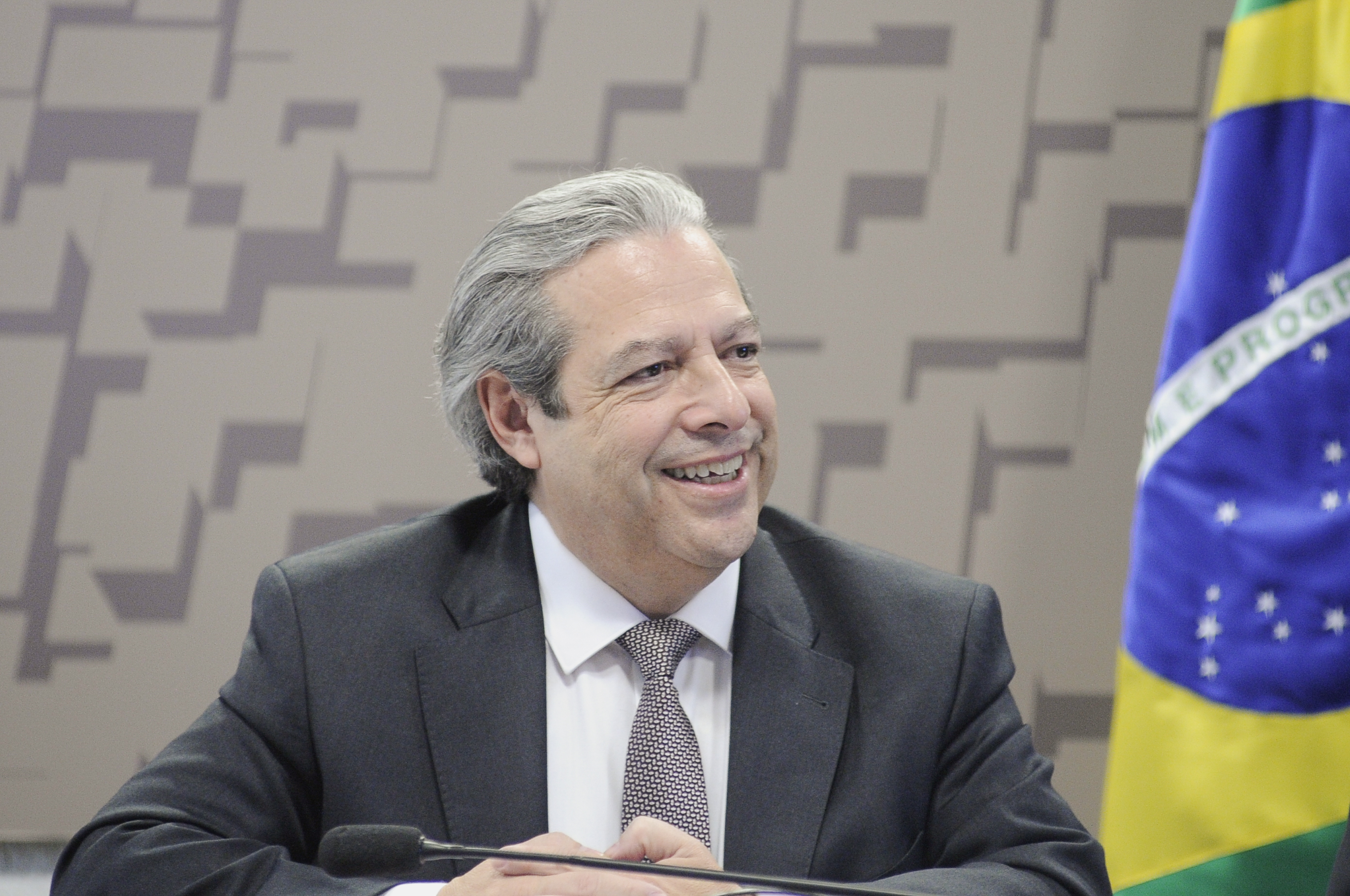
Nelson Antonio Tabajara de Oliveira (2018)

Nelson Antonio Tabajara de Oliveira (* 4. März 1957 in Rio de Janeiro) ist ein brasilianischer Botschafter.

## Leben

### Persönliches
Nelson Antonio Tabajara de Oliveira ist verheiratet und hat zwei Kinder. Er ist ein Sohn von João Tabajara de Oliveira (1933–2010), gleichfalls Diplomat, und Anna Maria Tabajara de Oliveira. Er ist auch Enkel von Nelson Tabajara de Oliveira (1904–1979), Journalist und Diplomat, weshalb Verwechslungen möglich sind. Sein Bruder, João Tabajara de Oliveira Júnior (* 1959), hat ebenfalls die diplomatische Laufbahn eingeschlagen.

### Ausbildung
Nelson Antonio Tabajara de Oliveira beendete 1983 den diplomatischen Vorbereitungslehrgang (Curso de Preparação à Carreira de Diplomata - CPCD) am Rio-Branco-Institut, dem er 1982 beitrat. 1995 schloss er den Fortbildungs-Kursus für Diplomaten (Curso de Aperfeiçoamento de Diplomatas - CAD) ab. 2007 wurde seine Dissertation „Novas ameaças, velhas vulnerabilidades: o novo conceito de segurança hemisférica e a agenda de desenvolvimento latino-americana“ (Neue Bedrohungen, alte Schwachstellen: das neue Konzept der hemisphärischen Sicherheit und die lateinamerikanische Entwicklungsagenda) für das Bestehen der „Höheren Studien“ (Curso de Altos Estudos - CAE) anerkannt.

### Karriere
Nach zwei Stationen im Außenministerium – Assistent in der Passabteilung, anschließend Assistent bei der Abteilung für die See, Antarktis und den Weltraum – durchlief er mehrere Posten in verschiedenen brasilianischen Botschaften: 1987 bis 1990 Vatikan, 1990 bis 1993 Chile und 1993 bis 1996 Indien. Daran schloss sich die stellvertretende Leitung der Abteilung See, Antarktis und den Weltraum (1996–1999) an. Von 1999 bis 2001 war er als erster Sekretär an der Botschaft in Stockholm tätig; 2001 bis 2003 Assessor in der Abteilung für Internationale Organisationen, aus der er dann zur Leitung der Abteilung für die Organisation Amerikanischer Staaten (OAS) (2003–2006) wechselte. Dem folgte 2006 bis 2008 die Entsendung zur ständigen Vertretung Brasiliens bei der OAS in Washington. Von 2008 bis 2011 war er ständiger Vertreter auf der Konferenz für Abrüstung in Genf. Im Anschluss war er Direktor der Abteilung für Zentralamerika und die Karibik im Außenministerium (2011–2013). 2013 bis 2015 war er Sonderberater des Außenministers und von 2015 bis 2016 Sonderberater im Generalsekretariat für auswärtige Angelegenheiten; in den Jahren 2015 bis 2018 Generaldirektor der Abteilung für Verteidigungs- und Sicherheitsangelegenheiten des Außenministeriums. Anschließend – 2018 bis 2019 – war er Untergeneralsekretär für multilaterale politische Angelegenheiten, Europa und Nordamerika.

### Tätigkeit als Botschafter
Er war von 21. September 2018 bis zum 23. Dezember 2021 Botschafter in Schweden, und dabei zugleich für Lettland zuständig.
Seit dem 23. Dezember 2021 ist er Botschafter in Österreich. Es ist das erste Mal, dass in Österreich zunächst ein Vater und später sein Sohn als Botschafter akkreditiert wurden.
Seit April 2022 ist er ebenfalls permanenter Vertreter bei der UN in Wien.

## Auszeichnungen
- Tamandaré-Verdienstmedaille der Marine (Medalha do Mérito de Tamandaré): 1987[1]
- Gregoriusorden durch Papst Johanes Paul II: 1989[1][5]
- Medaille „Freund der Marine“ (Medalha de Amigo da Marinha): 1997[1]
- Marine-Verdienstorden (Ordem do Mérito Naval): 14. Mai 1997 Ritter[9], 25. Mai 2011 Beförderung zum Komtur[10], 25. Mai 2017 Beförderung zum Großkomtur[11]
- Militär-Verdienstorden: 29. März 2010 Komtur[12], 21. März 2018 Beförderung zum Großkomtur[13]
- Rio-Branco-Orden: 18. April 2012 Großoffizier[14], 18. April 2017 Großkreuz[15]
- Medalha Mérito da Polícia do Exército - Exército do Brasil: 2014[1]
- Verdienstmedaille "Santos-Dumont": 23. Mai 2016[16]
- Komtur des Verteidigung-Verdienstordens (Ordem do Mérito da Defesa, Comendador): 8. Juni 2016[17]
- Marschall Cordeiro de Farias-Medaille (Medalha Marechal Cordeiro de Farias): 27. Juni 2016[18]
- Medaille des Friedensstifters (Medalha do Pacificador): 14. Juli 2016[19]
- Verdienstmedaille der Generalstabschefs (Medalha Mérito do Estado-Maior Conjunto das Forças Armadas): 26. August 2016[20]
- Großoffizier des Verdienstordens der Luftfahrt (Ordem do Mérito da Aeronáutica, Grande Oficial): 13. Oktober 2016[21]
- Siegesmedaille (Medalha da Vitória): 19. April 2017[22]
- Nordstern-Orden durch den König von Schweden, Carl XVI. Gustaf: 2022[5]